# 上林吾郎
上林 吾郎（かんばやし ごろう、1914年7月30日 - 2001年6月21日）は、日本の経営者。文藝春秋社長、会長を務めた。京都府京都市出身。

## 経歴
1939年に早稲田大学文学部国文科を卒業し、同年に文藝春秋新社に入社。
出版部長、「文学界」・「オール讀物」・「週刊文春」・「文藝春秋」各編集長を経て、1961年に取締役に就任し、専務、副社長を経て、1984年6月に社長に就任。1988年5月には会長に就任。
2001年6月21日、肺炎のために死去。86歳没。